# Sean Murphy-Bunting
Sean Murphy-Bunting (Macomb, 19 giugno 1997) è un giocatore di football americano statunitense che milita nel ruolo di cornerback per gli Arizona Cardinals della National Football League (NFL).

## Carriera universitaria
Murphy-Bunting al college giocò a football con i Central Michigan Chippewas dal 2016 al 2018, divenendo titolare a partire dalla sua seconda stagione.

## Carriera professionistica

### Tampa Bay Buccaneers
Murphy-Bunting fu scelto nel corso del secondo giro (39º assoluto) del Draft NFL 2019 dai Tampa Bay Buccaneers. Debuttò come professionista subentrando nella gara del primo turno contro i San Francisco 49ers senza fare registrare alcuna statistica. La sua prima stagione si chiuse con 44 tackle, un sack, 3 intercetti e un fumble forzato in 16 presenze (10 come titolare), venendo inserito nella formazione ideale dei rookie della Pro Football Writers Association.

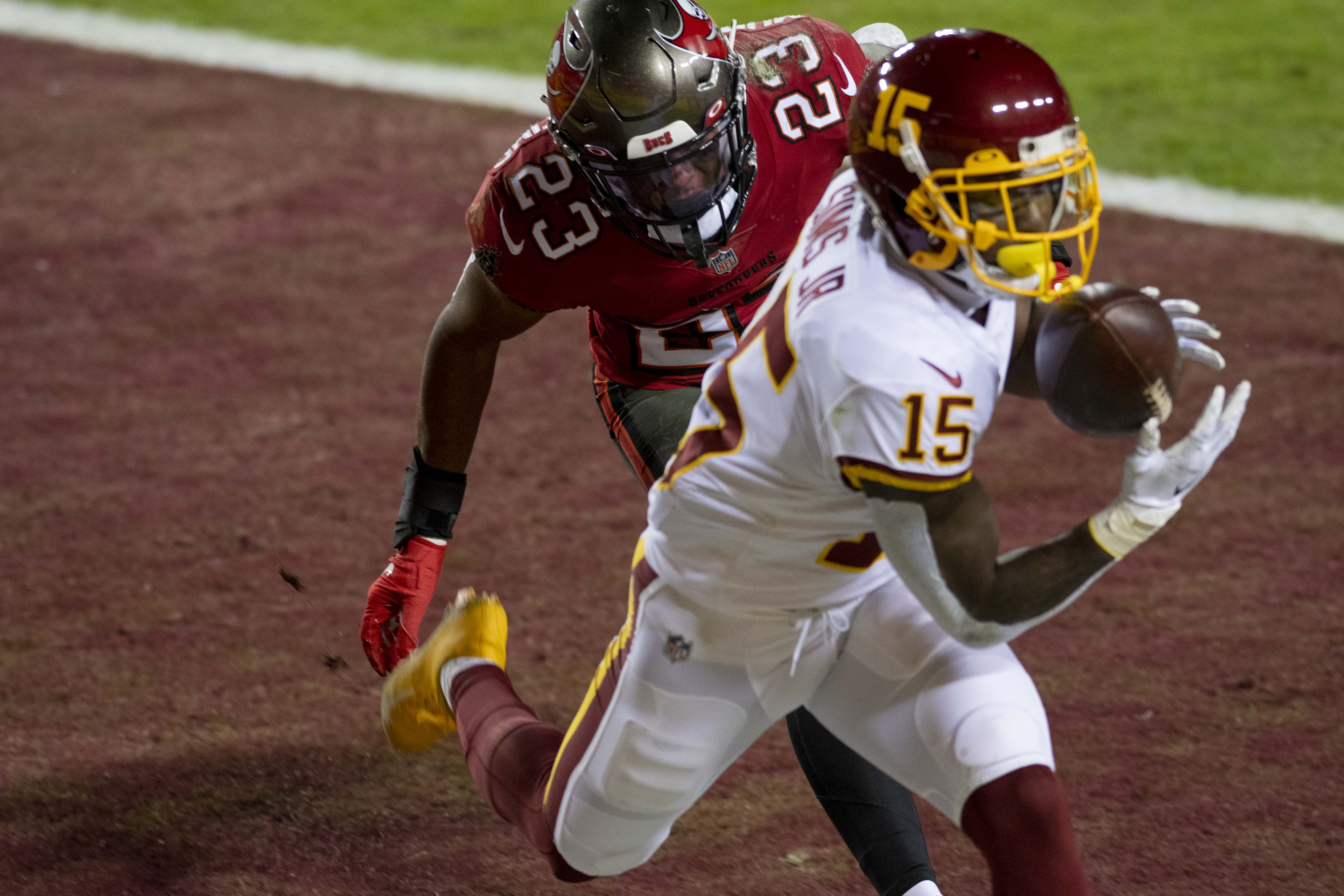
Murphy-Bunting (#23) nei playoff 2020-21 contro il Washington Football Team

Nei playoff 2020-2021 Murphy-Bunting mise a segno un intercetto in tutte le prime tre partite, inclusa nella finale della NFC vinta contro i Green Bay Packers numero 1 del tabellone che qualificò i Buccaneers al Super Bowl LV. Il 7 febbraio 2021, contro i Kansas City Chiefs campioni in carica, partì come titolare nella vittoria per 31-9, conquistando il suo primo titolo. Nella finalissima fece registrare 6 placcaggi.

### Tennessee Titans
Il 20 marzo 2023 Murphy-Bunting firmò un contratto di un anno con i Tennessee Titans. Nell'unica stagione con la squadra disputò 14 partite come titolare, con 57 placcaggi, 8 passaggi e 2 intercetti.

### Arizona Cardinals
Il 14 marzo 2024 Murphy-Bunting firmò un contratto triennale con gli Arizona Cardinals.

## Palmarès

### Franchigia
- Super Bowl : 1

Tampa Bay Buccaneers: LV
- National Football Conference Championship: 1

Tampa Bay Buccaneers: 2020

### Individuale
- PFWA All-Rookie Team - 2019